# 포르텔

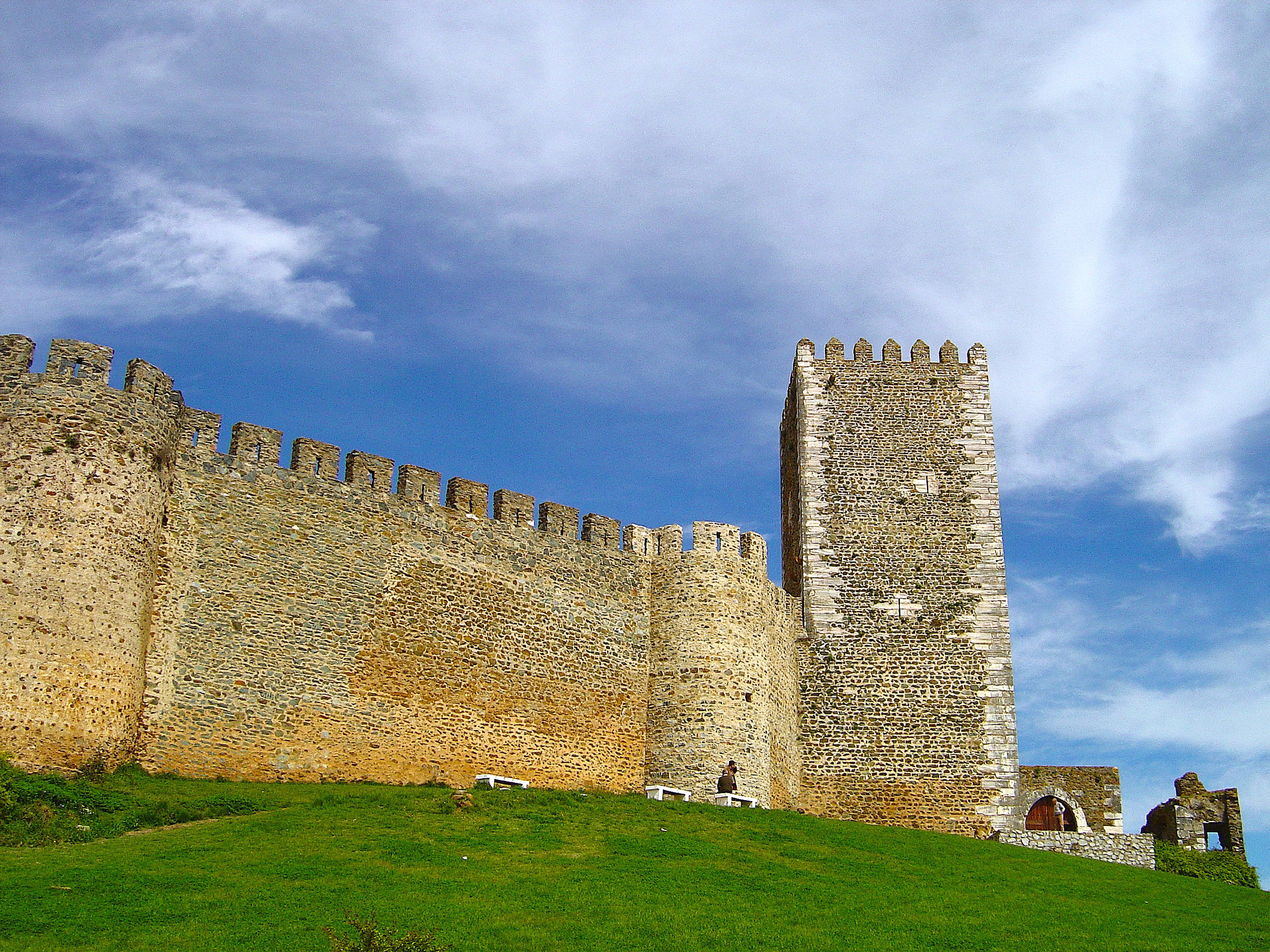
포르텔 성

포르텔의 위치

포르텔(포르투갈어: Portel)은 포르투갈 에보라 현에 위치한 도시로 면적은 601.01km2, 인구는 6,428명(2011년 기준), 인구 밀도는 11명/km2이다.

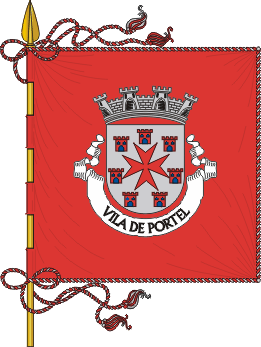
시기
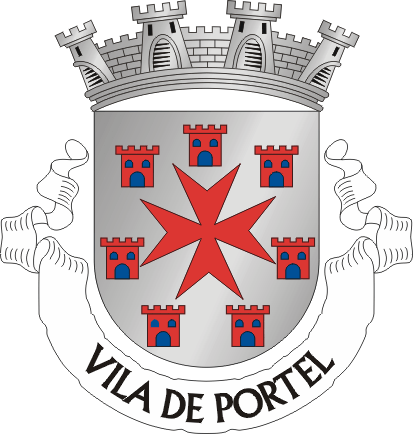
시 문장

## 사진

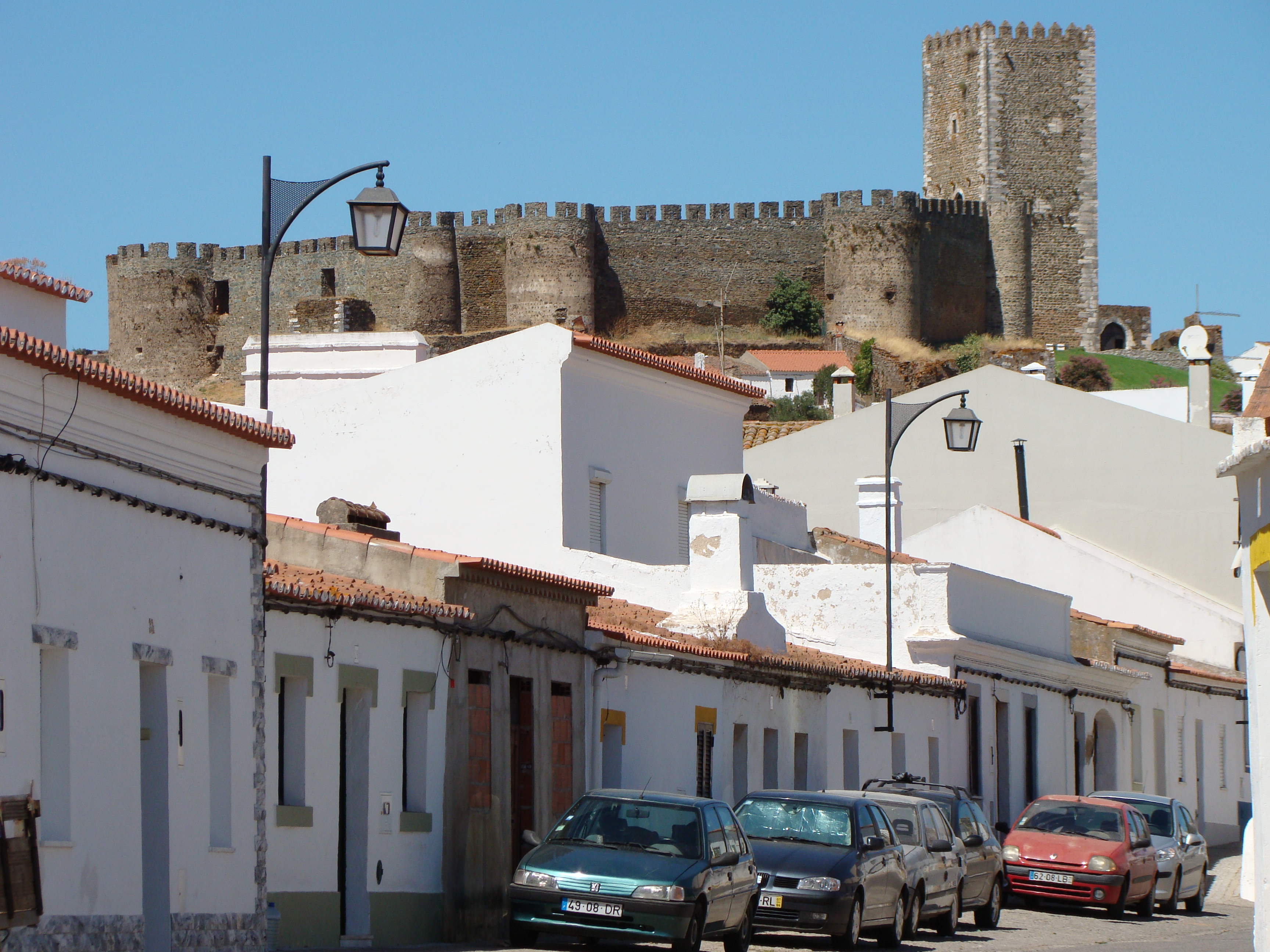
포르텔 시가지